# Bassi (Naples)
Pour les articles homonymes, voir Bassi.
Bassi (au singulier : il basso en italien, 'o vascio en napolitain) est le terme spécifique utilisé pour désigner les appartements les plus pauvres du vieux Naples, dans les Quartiers Espagnols et dans les quartiers de Mercato, Pendino et Porto. Ces appartements se trouvent au rez-de-chaussée et ouvrent directement sur la rue.

## Description

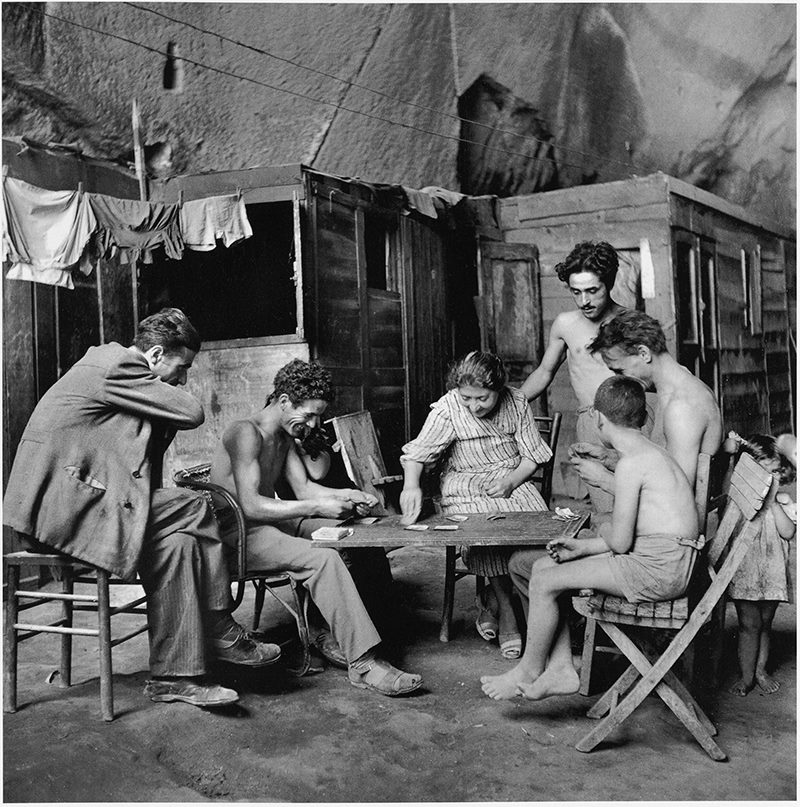
Famille dans un basso, sous une pile de pont ou dans une grotte.

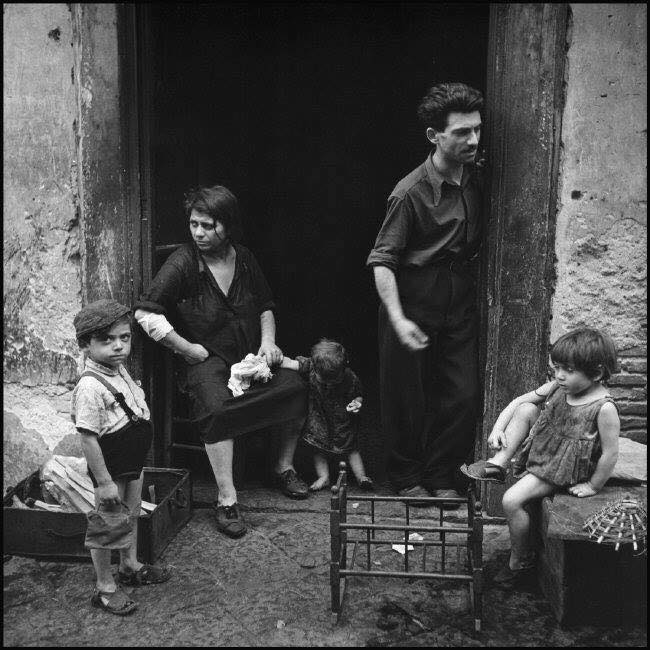
Famille devant la porte d'un basso, photo de David Seymour.

Le terme désigne en général les habitations au rez-de-chaussée d'un immeuble. Il est aussi parfois employé pour désigner les habitations de fortune qui étaient construites sous les piles d'un pont ou dans une grotte.
À l'origine et jusqu'à environ la deuxième moitié du XXe siècle, le basso est constitué d'une pièce (avec ou sans fenêtre) donnant directement sur la rue, à son niveau ou légèrement en contrebas. Elle remplit les fonctions de cuisine et de chambre, où tous les membres d'une famille s'entassent dans un espace restreint : « huit ou dix personnes y vivent, mangent et dorment dans un espace confiné de 70 à 80 mètres cubes en moyenne. ». Il n'est pas rare que la pièces soit partagée avec des animaux tels que «poules, chèvres, brebis. ». Le basso peut comprendre en enfilade une deuxième pièce, aveugle.

L'insalubrité des bassi vient à la fois de l'absence de lieu sanitaire et de leur position géographique dans la ville : ils sont relativement moins insalubres en hauteur que dans les zones plus humides du littoral.

## Problèmes sociaux
L'apparition des bassi n'est pas exactement datée. On en trouve peut-être des évocations chez Boccace (XIVe siècle), Masuccio Salernitano au XVe siècle, et dans le Pentamerone du Napolitain Giambattista Basile à l'époque baroque.
Leur multiplication est liée à l'explosion de la population de Naples à partir du XVIe siècle, mais ce n'est que dans la deuxième moitié du XIXe siècle qu'est utilisé le terme spécifique basso, quand les mouvements pour les réformes sociales prennent de l'ampleur dans toute l'Europe. Les épidémies de cholera en 1854 et 1865 poussent les réformateurs et les politiques à se pencher sur le problème de l'hygiène dans les zones pauvres surpeuplées.
Journalistes et écrivains publient des articles qui dénoncent les conditions de vie dans ces habitations. La journaliste Jessie White Mario publie une série d'articles, regroupés en un livre, La miseria in Napoli, en 1877. L'écrivaine et journaliste Matilde Serao publie Le ventre de Naples en 1884, et en 1894 paraît en France Naples contemporaine de Marcellin Pellet. 

## Représentation dans la culture populaire
Au XXe siècle, la vie dans les bassi est décrite dans des chansons, des pièces de théâtre et des films, et des livres.

La chanson 'O vascio de E. A. Mario parle d'un amour impossible entre une jeune fille des bassi et un jeune homme de bonne famille.

Le dramaturge et réalisateur napolitain Eduardo De Filippo situe un grand nombre de ses pièces dans ces quartiers, par exemple dans la pièce Napoli milionaria!, dont il fait un film, Naples millionnaire, à grand succès en 1950. On y voit comment, à la veille de la Seconde Guerre mondiale, les autorités de l'Italie fasciste ont tenté d'assainir ces zones de pauvreté.

En 1953, Anna Maria Ortese publie La mer ne baigne pas Naples, recueil de textes dénonçant la situation sociale dans les bas-fonds de la ville de Naples, publication qui entraîne pour elle une période d’ostracisme parce qu'elle y dénonce l'incurie des gens au pouvoir face à ce problème persistant.

## AuXXIesiècle
Les bassi sont en partie réhabilités, moins pour leurs habitants que pour les touristes.